# واشینگتن (ماساچوست)
واشینگتن (به انگلیسی: Washington) شهرکی در شهرستان برکشایر ایالت ماساچوست می‌باشد که در سال ۱۷۷۷ بنیان‌گذاری شده‌است. این شهرک در سرشماری سال ۲۰۱۰ میلادی، ۵۳۸ نفر جمعیت داشته‌است.